# Morris Schuring
Morris Schuring (Den Dolder, 20 februari 2005) is een Nederlands autocoureur. In 2024 won Schuring samen met van Richard Lietz en Yasser Shahin
met team Manthey EMA de LMGT3 klasse in de 24 uur van Le Mans.

## Carrière
Schuring begon zijn autosportcarrière in het karting. In 2019 maakte hij zijn internationale debuut met een tiende plaats in de Junior Max-klasse van de Rotax Max Euro Trophy. In 2020 eindigde hij op plaats 27 in de Senior Max-klasse van dit kampioenschap. Datzelfde jaar stapte hij over naar de sportwagens en nam hij deel aan de Porsche Carrera Cup Benelux bij het team GP Elite. Met drie overwinningen, behaald op het Circuit Zolder, de Nürburgring en het Circuit Zandvoort, en 156 punten werd hij achter Loek Hartog tweede in de eindstand.
In 2021 stapte Schuring over naar de Duitse Porsche Carrera Cup, waarin hij zijn samenwerking met het Team GP Elite voortzette. Hij behaalde een podiumplaats op de Hockenheimring Baden-Württemberg en werd met 109 punten achtste in het eindklassement. Dat jaar reed hij ook drie gastraces in de Porsche Supercup, waarin een achtste plaats op de Hungaroring zijn beste resultaat was.
In 2022 begon Schuring het seizoen in de Porsche Sprint Challenge Middle East bij het team BWT Junior Racing. Hij behaalde vijf zeges en werd met 157,5 punten tweede in het kampioenschap. Vervolgens keerde hij terug naar de Duitse Porsche Carrera Cup, waarin hij voor SSR Huber Racing uitkwam. Hij eindigde op het Circuit de Spa-Francorchamps, de Red Bull Ring en de Sachsenring op het podium en werd met 161 punten zesde in de eindstand. Tevens reed hij een volledig seizoen in de Porsche Supercup bij Huber, waarin een zevende plaats op het Circuit Paul Ricard zijn beste klassering was. Met 33 punten werd hij dertiende in het klassement.
In 2023 reed Schuring wederom een dubbel programma in de Porsche Supercup en de Duitse Porsche Carrera Cup, ditmaal bij het team Fach Auto Tech. In de Supercup behaalde hij twee zeges op Spa-Francorchamps en Zandvoort. Met 103 punten werd hij vierde in het kampioenschap. In de Carrera Cup won hij eenmaal op de Sachsenring en stond hij nog tweemaal op het podium, waardoor hij met 181 punten vijfde werd. Ook nam hij deel aan een race van de Veranstaltergemeinschaft Langstreckenpokal Nürburgring, waarin hij tiende in de Cup 3-klasse werd.
In 2024 stapt Schuring over naar het FIA World Endurance Championship om voor Manthey EMA in de nieuwe LMGT3-klasse te rijden. Hij deelt hier een Porsche 911 GT3 R (992) met Richard Lietz en Yasser Shahin. In de derde race, de 6 uur van Spa-Francorchamps, behaalde hij zijn eerste overwinning in het kampioenschap. Tevens rijdt hij dat jaar voor Herberth Motorsport in de GT World Challenge Europe Endurance Cup met Ralf Bohn en Robert Renauer als teamgenoten.
Schuring, die in 2024 voor het eerst deelnam aan de 24 uur van Le Mans behaalde de overwinning in zijn klasse in de Porsche (nummer 91) samen met de Oostenrijker Richard Lietz en de Australiër Yasser Shahin. Morris werd door de overwinning de jongste winnaar ooit in de GT-klasse.